# Ampelmännchen

Ampelmännchen.

L'Ampelmännchen (alemany per a «homenet del semàfor»), és una silueta que representa un home amb barret, típica dels semàfors dels passos de vianants de l'extinta República Democràtica Alemanya. L'Ampelmännchen vermell estén els seus braços per barrar el pas, mentre que el verd fa un pas cap endavant, per obrir el pas. Després de la reunificació alemanya, va esdevenir una popular icona present en multitud de souvenirs per als turístes.

## Història

### Origen del disseny

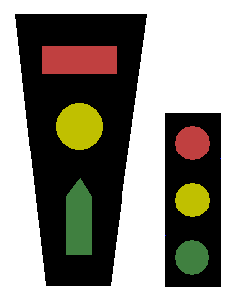
Proposta de semàfor de Karl Peglau (esquerra) comparada amb un semàfor actual (dreta).

Els primers semàfors per passos de vianants van ser instal·lats als anys 50. Molts països van desenvolupar els seus propis dissenys, que finalment s'unificarien donant lloc a un estàndard comú. Per aquell temps, els semàfors eren iguals per cotxes, bicicletes i vianants. L'Ampelmännchen va ser creat el 1961 al Berlín Oriental pel psicòleg Karl Peglau com a part d'una proposta per modificar els dissenys de tots els semàfors. Peglau era crític amb el fet que els colors habituals dels semàfors (vermell, ambre i verd) no eren d'utilitat per a persones incapaços de diferenciar els colors (al voltant d'un deu per cent de la població total) i que les llums en si mateixes eren massa petites i febles per competir amb els anuncis lluminosos i la mateixa llum del sol. Peglau va proposar mantenir els tres colors, però introduir formes geomètriques intuïtives associades amb cada color. Aquesta idea va comptar amb múltiples suports, però els plans de Peglau van fracassar a causa dels costos de reemplaçar tots els semàfors.
Al contrari que el rodat, el trànsit de vianants no està subjecte a límits d'edat i salut mental o física i, per tant, ha de ser adequat per nens, avis i discapacitats. Amb això al cap, Peglau va pensar a fer servir la silueta d'un homenet, el llenguatge gestual del qual fóra comprensible per tothom. Va decidir també eliminar la llum ambre, pel fet que el trànsit de vianants no discorre generalment de forma tan precipitada com el de vehicles.
La secretària de Peglau, Anneliese Wegner, va dibuixar l'Ampelmännchen tot seguint les indicacions del seu cap. En el primer esbós l'Ampelmännchen tenia dits, però aquesta característica es va rebutjar per motius tècnics relacionats amb la il·luminació. Per a sorpresa de Peglau, el barret de l'homenet, «jovial i alegre» però susceptible de ser considerat un símbol de la petita burgesia, va comptar amb el beneplàcit final de les autoritats. Els prototips de l'Ampelmännchen van ser construïts per l'empresa estatal VEB-Leuchtenbau Berlin. Quatre dècades més tard, Daniel Meuren, del setmanari Der Spiegel, va descriure l'Ampelmännchen com un element que unia «bellesa amb eficiència, encant amb utilitat i sociabilitat amb el compliment del deure». Per altres, l'Ampelmännchen s'assemblava a una figura infantil, amb el cap gran i les cames curtes, o fins i tot fins a un líder religiós.

### A l'Alemanya Oriental

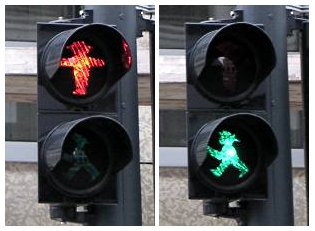
Un semàfor de vianants modern amb la silueta de l'Ampelmännchen

El primer Ampelmännchen es va instal·lar oficialment a Berlín el 13 d'octubre de 1961, en una època en la qual l'interès de públic i mitjans se centrava més en la mateixa existència de semàfors que en el seu disseny. Els primers Ampelmännchen eren calcomanies barates. Des de 1973, els semàfors amb Ampelmann van començar a fabricar-se en la VEB Signaltechnik Wildenfels i en petites manufactures privades.
La figura va esdevenir tan popular que pares i professors van començar a utilitzar el símbol per transmetre als nens conceptes d'educació viària. El Ministeri de l'Interior de la RDA va tenir la idea de donar vida a l'Ampelmann amb propòsits didàctics a la primeria dels anys 80 del segle xx. El ninot va aparèixer a tires còmiques en situacions relacionades amb els semàfors. L'Ampelmännchen vermell ho feia en els moments perillosos i el verd donava consells. En col·laboració amb el diari Junge Welt, es van desenvolupar jocs protagonitzats per l'homenet del semàfor, que també es va convertir en protagonista d'històries radiofòniques. La televisió pública emetia un cop al mes històries animades protagonitzades pe l'Ampelmann anomenades Stiefelchen und Kompaßkalle; l'emissió tenia lloc dins de l'reeixit programa infantil del Sandmännchen. Les històries animades de l'Ampelmännchen varen suscitar l'interès internacional i van ser premiades al festival txec de films d'educació viària.

### A l'Alemanya reunificada

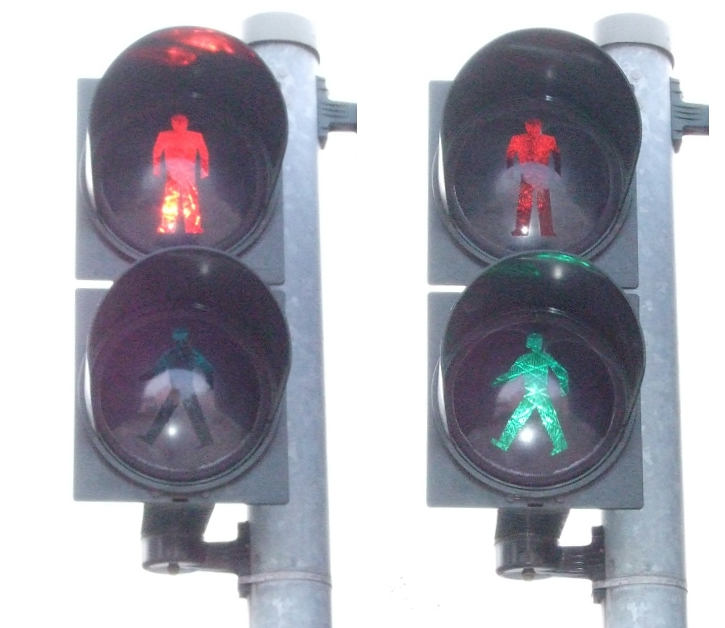
Ampelmännchen de la RFA.

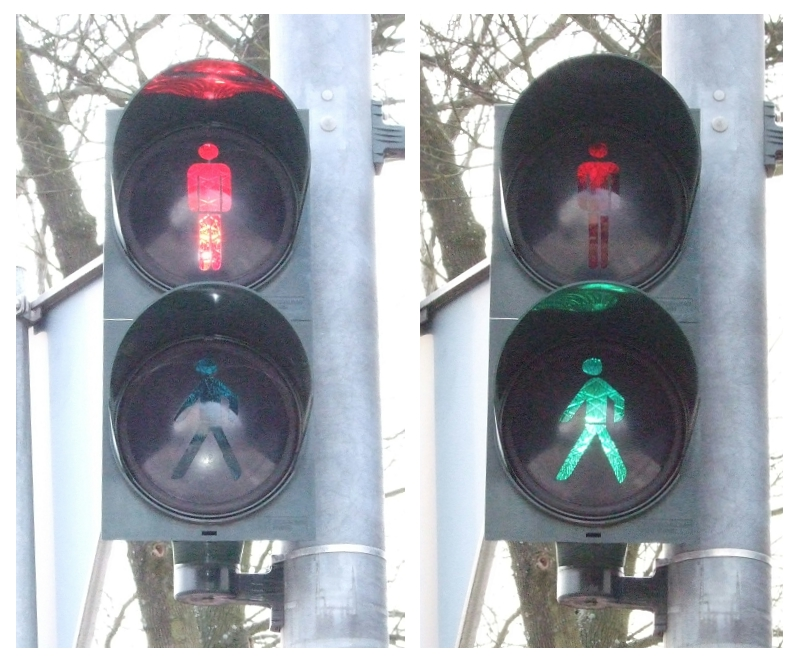
Ampelmännchen pangermànic.

Després de la reunificació alemanya el 1990, van tenir lloc intents d'estandarditzar els semàfors en tot el país, estenent el disseny occidental a l'antiga RDA. Els senyals de trànsit de l'Alemanya Oriental van ser substituïts, pel fet que el tipus de lletra era diferent en les dues meitats del país. Els programes d'educació viària protagonitzats per l'Ampelmännchen van desaparèixer. Això va motivar el sorgiment d'un moviment popular en defensa dels Ampelmänner, que reivindicava que es tractava de part de la cultura germano-oriental. Les primeres campanyes de solidaritat amb l'Ampelmännchen es van dur a terme a Berlín a principis de 1995.
Markus Heckhausen, un dissenyador gràfic de la ciutat de Tubinga (antiga RFA) i fundador de l'empresa Ampelmann GmbH, s'havia fixat en els Ampelmännchen per primera vegada durant les seves visites al Berlín Oriental a l'dècada dels 90. Buscant possibles nous dissenys el 1995, va tenir la idea de recollir Ampelmännchen que havien estat retirats de la via pública i construir-hi llums. Davant les dificultats que li van sorgir per trobar antics Ampelmännchen, va decidir de posar-se en contacte amb l'antiga VEB Signaltechnik (en l'actualitat Signaltechnik Roßberg GmbH) per intentar aconseguir-ne restes. La companyia, que seguia produint Ampelmänner, va valorar positivament les visionàries idees comercials de Heckhausen. Els primers sis models de llums d'Heckhausen van ser un èxit. Els diaris locals i la premsa groga van publicar articles a pàgina completa i aviat van començar a fer el mateix altres diaris de tirada nacional, així com revistes de disseny. El reeixit culebrot alemany Gute Zeiten, schlecht Zeiten utilitzava un dels llums de Heckhausen en un dels seus decorats. El 1997, el dissenyador Karl Peglau li atribuïa a la figura "una aura especial, gairebé indescriptible, de calor i proximitat humana" i "el dret de representar els aspectes positius d'un ordre social fallit".
L'Ampelmann es va convertir en una mena de mascota del moviment nostàlgic de l'era socialista conegut com a Ostalgie. Les protestes van tenir la seva recompensa i els Ampelmännchen van tornar a les cruïlles de vianants, incloent-hi des de 2005 tots els districtes de l'antic Berlín Occidental. Algunes ciutats de la RFA com ara Saarbrücken o Heidelberg van adoptar també l'homenet en alguns passos de vianants.
Peter Becker, cap policial de Saarbrücken, explicava que els semàfors orientals tenien un major poder simbòlic que els seus equivalents occidentals i que "hem advertit que la gent reacciona millor als Ampelmännchen orientals que als semàfors occidentals". A Heidelberg, en canvi, les autoritats regionals van instar a la ciutat a aturar la instal·lació de semàfors orientals, per motius d'uniformitat establerts en les seves regulacions de trànsit.

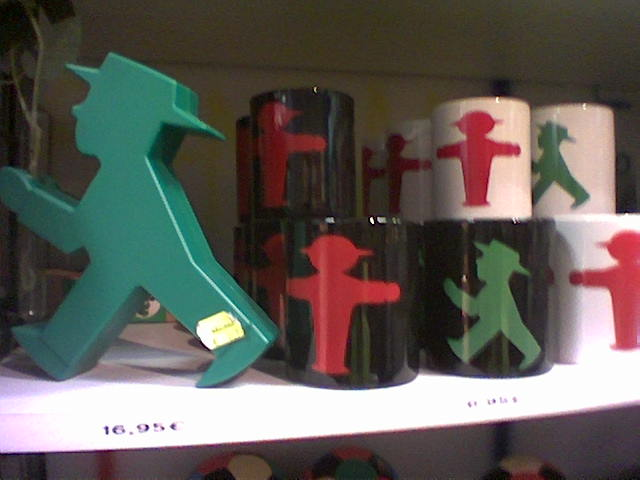
Souvenirs turístics amb la imatge de l'home del semàfor de la RDA.

Heckhausen va continuar incorporant el disseny de l'Ampelmännchen fins a un total de més de 40 productes diferents el 2004, cosa que suposadament li reporta guanys de 2 milions d'euros anuals. D'altra banda, el saxó Joachim Roßberg, exdirector de la VEB Signaltechnik, assegura facturar 50.000 euros anuals en concepte de marxandatge. El 2005, un tribunal de Leipzig va dictaminar en resposta a una denúncia de Heckhausen que els drets d'ús de Roßberg sobre l'Ampelmännchen com a marca comercial havien prescrit i que el logotip era de domini públic. Tot i que Roßberg portava des de 1973 fabricant material relacionat amb l'Ampelmann, només va mantenir el dret de comercialitzar-lo com una marca de licor, i no el podia emprar per samarretes o cervesa. El cas va ser interpretat per sectors de la població com un enfrontament polític i cultural entre els habitants dels dos antics països, tipus de casos en què l'Est normalment surt perdent.
Berlín va començar el 2006 a modernitzar els seus semàfors de vianants, reemplaçant les bombetes tradicionals per díodes LED, esperant així aconseguir millor visibilitat i reduir els costos de manteniment.

## Variacions
Actualment existeixen a Alemanya tres versions diferents de l'Ampelmännchen: l'antiga versió de la RDA, l'antiga versió de la RFA i una de comuna introduïda el 1992. Cada estat federat té la potestat de decidir quina versió prefereix utilitzar. Des de començaments dels anys 80, els ciutadans de l'Alemanya Oriental van començar a modificar els semàfors a manera d'acudit, en la dècada dels anys 90, aquest costum es convertiria en un intent de fer cridar l'atenció pública sobre la desaparició de l'Ampelmännchen a l'antiga RDA. A Erfurt, per exemple, diversos semàfors van ser modificats de manera que l'Ampelmännchen semblés portar objectes com ara motxilles o màquines fotogràfiques. El 2004, Joachim Roßberg va inventar l'equivalent femení de l'Ampelmännchen, l'Ampelfrau o Ampelmädchen, que es va instal·lar en alguns semàfors a Zwickau i Dresde.

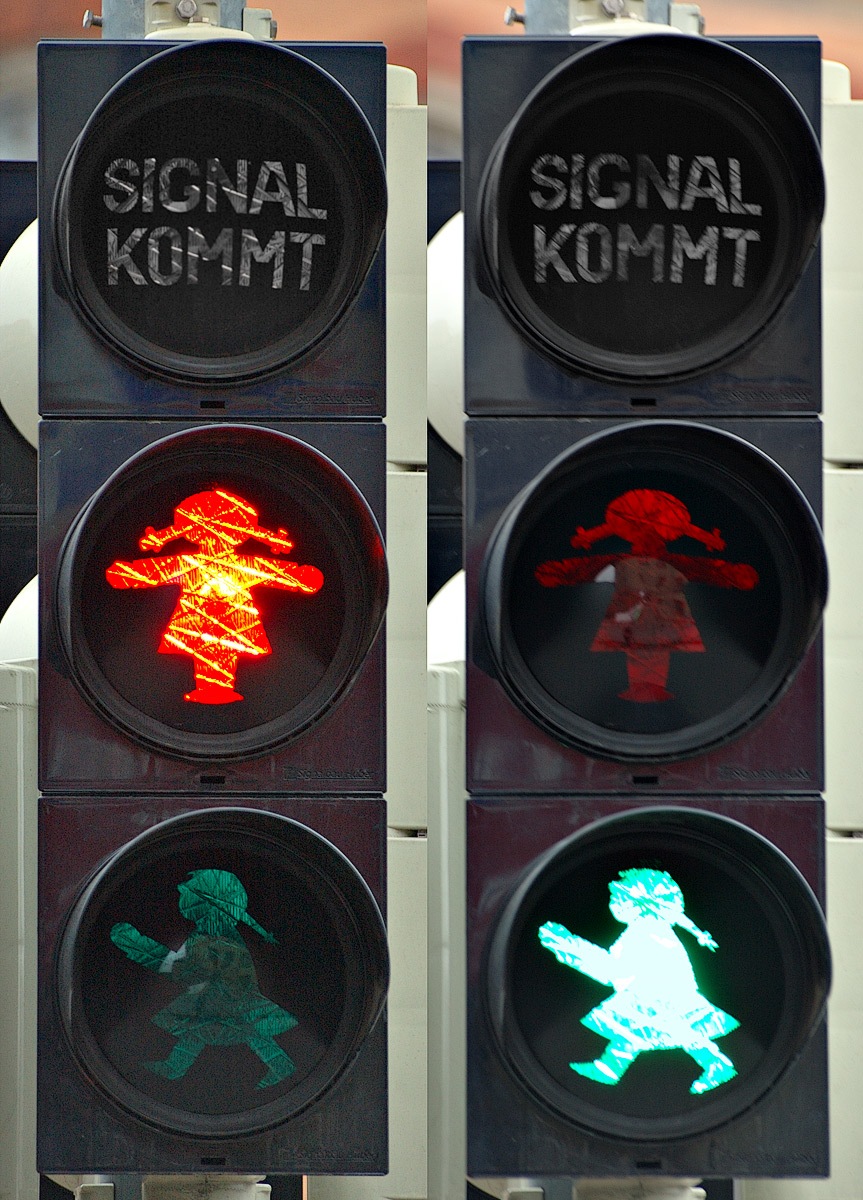
La variant femenina: l'Ampelmädchen.